# Tractatus de Amore
O Tractatus de Amore de André Capelão, também conhecido como De arte honeste amandi, do qual provavelmente veio o título em português Tratado do Amor Cortês, foi escrito no século XII e pode ter sido inspirado numa obra anterior sobre o amor, Tawq al-hamamah (O colar da pomba) do filósofo muçulmano Abzeme.

## A obra
Tractatus de Amore foi escrito entre 1186 e 1190, muito provavelmente para a corte francesa de Filipe Augusto. Eruditos anteriores acreditavam que a obra havia sido redigida por solicitação de Marie de Champagne, filha do rei Luís VII e de Eleonor da Aquitânia, mas isto foi refutado pelo historiador e linguista John Benton na década de 1960. A alusão reprovadora no texto à "riqueza da Hungria" sugeriu a hipótese de que o texto teria sido redigido depois de 1184, quando Bela III da Hungria enviou à corte francesa uma declaração de sua renda e propôs casamento à irmã de Marie, Margarida de França, mas antes de 1186, quando a proposta foi aceita. 